# Bisdom Punta Arenas
Het bisdom Punta Arenas (Latijn: Dioecesis de Punta Arenas) is een rooms-katholiek bisdom met als zetel Punta Arenas, in Chili. Het bisdom is suffragaan aan het aartsbisdom Puerto Montt.  Alle bisschoppen van 1883 tot 2021 waren lid van de Italiaanse congregatie van de Salesianen van Don Bosco.

## Geschiedenis
Het bisdom werd opgericht op 16 november 1883, als de apostolische prefectuur Magallanes, uit delen van het aartsbisdom Buenos Aires en het bisdom San Carlos de Ancud. Op 4 oktober 1916 werd het samengevoegd met de sinds 1901 bestaande missio sui iuris Magallanes, en verheven tot apostolisch vicariaat, met de naam apostolisch vicariaat Magallanes-Islas Malvinas, en was suffragaan aan het aartsbisdom Concepción. Op 27 januari 1947 werd het verheven tot bisdom, met de naam bisdom Punta Arenas. Op 10 mei 1963 wisselde het van kerkprovincie en werd suffragaan aan het nieuw verheven aartsbisdom Puerto Montt.

## Parochies
Het bisdom had in 2021 een oppervlakte van 133.542 km2 en telde 183.265 inwoners waarvan 79,2% rooms-katholiek was.

## Ordinarii

### Prefect
- José Fagnano (2 december 1883 - 18 september 1916)

### Bisschoppen
- Abraham Aguilera Bravo (22 december 1916 - 26 oktober 1924)
- Arturo Jara Marquez (29 januari 1926  - 1938)
- Cándido Rada Senosiáin (13 december 1947; niet in bezit genomen)
- Vladimiro Borić Crnošija (1 februari 1949 - 29 augustus 1973)
- Tomás Osvaldo González Morales (28 maart 1974 - 4 maart 2006)
- Bernardo Miguel Bastres Florence (4 maart 2006 - 22 december 2021)
- Óscar Hernán Blanco Martínez (13 juli 2022 - heden)

Puerto Montt (aartsbisdom) · Osorno · Punta Arenas · San Carlos de Ancud